# Basilina
Basilina († 332/333) war die Mutter des römischen Kaisers Julian (Alleinherrscher 361–363).
Basilina war die Tochter eines Prätorianerpräfekten des Ostens (praefectus praetorio Orientis), der heute meist mit Iulius Iulianus identifiziert wird, der bis 324 Prätorianerpräfekt des Kaisers Licinius und 325 Konsul gewesen war. Ihr Bruder, der ebenfalls Iulianus hieß, wurde später unter der Herrschaft ihres Sohnes Comes Orientis. Ihr Vater ließ sie von dem hochgebildeten gotischen Eunuchen Mardonios unterrichten, der später auch Lehrer ihres Sohnes Julian wurde. Außerdem war sie wohl entfernt verwandt mit Eusebius, dem Bischof von Nikomedia. Kurz nach der Einweihung der neuen römischen Hauptstadt Konstantinopel im Jahr 330 heiratete Basilina dort Julius Constantius, den Halbbruder des damaligen Kaisers Konstantin. Wahrscheinlich 331 gebar sie in Konstantinopel ihren einzigen Sohn Julian, starb aber schon wenige Monate später (332/333), obwohl sie noch jung war. Julian benannte später die Stadt Basilinopolis in Bithynien nach ihr.
Im 4. Jahrhundert tobte der arianische Streit, ein innerchristlicher Konflikt zwischen den Arianern und den Trinitariern bzw. Orthodoxen, die die Dreifaltigkeit propagierten. In diesem Konflikt scheint sich Basilina zunächst für den Arianismus engagiert zu haben: Athanasius der Große, ein herausragender Gegner des Arianismus, wirft ihr vor, den Sturz des Eutropios, der sich als Bischof von Adrianopel gegen den Arianismus eingesetzt hatte, durch ihren Einfluss am Hof mitverschuldet zu haben. Dass sie sich allerdings gegen Ende ihres Lebens für die Orthodoxie entschieden haben muss, zeigen Berichte über ihr Testament, in dem sie der Kirche von Ephesos Grundstücke vermachte.